# O Superman (for Massenet)
O Superman (for Massenet) è il singolo di debutto della cantante statunitense di musica elettronica Laurie Anderson, pubblicato nell'ottobre 1981 dall'etichetta discografica Warner Bros.

## Il brano
O Superman (for Massenet) è una novelty caratterizzata dalla ripetizione, per tutta la sua lunga durata, che supera gli otto minuti, della sillaba "Ah - Ah - Ah - Ah" con un tono vocale robotico. Il testo, scritto dalla stessa Anderson, è appena intonato dall'artista e filtrato attraverso un ampio uso del vocoder.

### Significato
Il significato del brano, in cui l'artista si presenta come la sconosciuta "mano che prende" che mette in guardia dall'arrivo degli aerei americani e incita il suo interlocutore, con il quale parla attraverso una segreteria telefonica, a tenersi pronto, è spesso giudicato come un inno contro la guerra.
Vent'anni dopo, in seguito ad un concerto in cui Laurie Anderson lo ha presentato al pubblico, la stessa artista ha dichiarato di essere particolarmente colpita dal fatto che il testo sembrasse essere assolutamente attuale rispetto agli avvenimenti degli attentati dell'11 settembre 2001, tanto da farlo apparire, sebbene uscito venti anni prima, quasi una premonizione del grave attacco agli Stati Uniti.

## Accoglienza
Il brano, a dispetto delle sonorità estranee alla musica popolare contemporanea, ha raggiunto un inaspettato successo di vendite, raggiungendo la seconda posizione della classifica britannica dei singoli. Ha riscosso un buon successo anche nel resto d'Europa.
In Italia è divenuto popolare nel 1988, quando è stato usato come colonna sonora di una serie di spot televisivi usati dal Ministero della salute per promuovere la prevenzione contro l'AIDS. Gli spot andarono in onda sulle reti televisive nazionali italiane fino ai primi anni novanta.

## Tracce
7" Single (Warner WB 17870 [be])
1. O Superman (for Massenet) - 8:21
2. Walk the Dog - 5:44

## Classifiche
| Classifica (1981) | Posizione raggiunta |
| ----------------- | ------------------- |
| Regno Unito       | 2                   |
| Paesi Bassi       | 10                  |
| Nuova Zelanda     | 21                  |